# Ozyptila tricoloripes
Ozyptila tricoloripes är en spindelart som beskrevs av Embrik Strand 1913. Ozyptila tricoloripes ingår i släktet Ozyptila och familjen krabbspindlar. Inga underarter finns listade i Catalogue of Life.